# 350 هـ
350 هـ هي سنة في التقويم الهجري امتدت مقابلةً في التقويم الميلادي بين سنتي 961 و962.

## مواليد
- أبو منصور الثعالبي
- عبدالملك الثعالبي

## وفيات
- أبو السائب الهمذاني
- أبو عبد الله التروغبذي
- أبو علي الطبري
- أبو عمرو الكندي
- عبد الرحمن الناصر لدين الله
- ابن حبان